# 普莱诺 (得克萨斯州)
普莱诺（Plano）是位于美国得克萨斯州科林县和登顿县的一座城市，人口约26万（2010年），居得克萨斯州第9位。普莱诺位于达拉斯-沃斯堡城市群，是世界上很多大公司的总部，如爱立信(北美), 傑西潘尼 (J. C. Penney)，必胜客等。
普莱诺被认为是美国西部最适宜人居的城市之一。2008年，美国人口调查局通过比较全国人口超过25万的城市的家庭收入中位数，将普莱诺列为美国最富有的城市。2010和2011年，福布斯杂志连续两年将普莱诺列为美国人口超过25万的城市中最安全的城市。
普莱诺独立學區经营学校。 科林学院经营社区学院。
华裔中文学校(HuaYi Education) 是普莱诺的中文学校。